# Nikolaus Wecklein
Nikolaus Wecklein, auch Nicolaus (* 19. Februar 1843 in Gänheim; † 19. November 1926 in München), war ein deutscher Altphilologe und Rektor des Maximiliansgymnasiums München.

## Leben
Wecklein, dessen Vater Joachim Landwirt war, besuchte nach Privatunterricht beim Dorfpfarrer das Gymnasium in Münnerstadt und studierte ab 1861 an der Julius-Maximilians-Universität Würzburg und in München Philologie und Philosophie. 1865 wurde er in Würzburg summa cum laude bei Ludwig von Urlichs mit einer Dissertation über die griechischen Sophisten promoviert (Die Sophisten und die Sophistik nach den Angaben Platons) und legte das Erste Staatsexamen für das Lehramt in Bayern ab.
Ab 1866 war er Gymnasiallehrer in München am Ludwigs- und Maximilians-Gymnasium. Herbst 1868 bis Frühjahr 1869 ließ er sich beurlauben, um an der Universität Berlin Vorlesungen von Adolf Kirchhoff, Moriz Haupt, Gustav Droysen, Ernst Curtius, Theodor Mommsen und Leopold von Ranke zu hören und anschließend Archive in Italien zu besuchen (Florenz, Rom, Neapel). Daraus entstand seine Habilitation über griechische Inschriften (angeregt von Friedrich Ritschl in Leipzig), die im Juli 1869 in München erfolgte (Habilitation: Curae epigrapicae ad grammaticam graecam et poetas scaenicos pertinentes). Sie wertete erstmals die Sprachüberlieferung attischer Inschriften für Textausgaben von altgriechischen Dichtern des 4. und 5. Jahrhunderts v. Chr. aus. Danach wurde er zum Studienlehrer am Maximilians-Gymnasium in München und 1873 Gymnasialprofessor an der Studienanstalt in Bamberg. Dort hielt er auch am Lyzeum Vorlesungen über altgriechische Literatur. 1872 wurde er außerordentliches und 1887 ordentliches Mitglied der Bayerischen Akademie der Wissenschaften. 1881 wurde er Rektor des Gymnasiums in Passau und 1887 Rektor des Maximilians-Gymnasiums in München. Außerdem war er ab 1887 Mitglied des Obersten Schulrats in Bayern, setzte sich dort erfolgreich für höhere Bildung von Mädchen ein und war auch erfolgreich darin, den durch den Erfolg der Naturwissenschaften und Technik (vertreten in München durch Oskar von Miller) bedrohten Curriculum-Anteil der humanistischen Bildung (besonders Griechisch) an den Gymnasien zu verteidigen. Er holte auch wissenschaftlich befähigte Gymnasiallehrer an das Maximiliansgymnasium (wie Wilhelm Geiger, Anton von Braunmühl, August Heisenberg) und verschaffte ihm neben dem angestammten Ruf als bevorzugter Ausbildungsstätte höherer Kreise in München auch einen pädagogischen Ruf und den einer Ausbildungsstätte von Gymnasialrektoren und hohen Beamten in Bayern (zwölf seiner Mitarbeiter wurden Schulrektoren in Bayern). 1898 gelang es ihm, ein pädagogisches Seminar für Altphilologie an das Gymnasium zu holen, und 1909 erreichte er den Neubau des zu klein gewordenen Maximiliansgymnasiums, der 1912/1913 eingeweiht wurde. 1913 wurde er pensioniert, behielt aber intensive Kontakte zur Schule. Er war Königlicher Geheimer Regierungsrat (Hofrat). Der Philologisch-Historische Verein München im Naumburger Kartellverband ernannte ihn zum Ehrenmitglied. Er liegt auf dem Münchner Ostfriedhof begraben.
Nach der Einschätzung seines einstigen Schülers Kronprinz Rupprecht von Bayern war Wecklein von offenem Wesen, der seinen Schülern zunächst mit Vertrauen begegnete, Schwierigkeiten hatte, einen offenen Tadel auszusprechen (er habe von ihm auch nie ein Schimpfwort gehört), und wenig von einem Verwaltungsbeamten hatte. In erster Linie war er Wissenschaftler. Erwischte er allerdings einen Schüler beim Schummeln (insbesondere wenn er die von ihm als Philologen verachteten Textübersetzungen benutzte), erklärte er ihm, dass er sein Vertrauen für immer verloren hätte, was dann auch so war. Im Nachruf der Akademie der Wissenschaften wird ihm „Sachlichkeit“, „Schlichtheit“ und „unverrückbares Gleichmaß des Wesens“ attestiert.
Er befasste sich vor allem mit der griechischen Tragödie, über die er viele Aufsätze veröffentlichte und Schulausgaben erstellte sowie textkritische Ausgaben von Aischylos und Euripides (die er nach dem Tod von Rudolf Prinz übernahm). Seine Textausgaben für Schulen waren wissenschaftlich fundiert und wurden auch über Bayern hinaus bekannt. Er nahm sich aber auch aus späterer Sicht kritischer gesehene Freiheiten, indem er zum Beispiel bei der Konjektur verderbte Stellen in seinem Sinn interpretierte. Später veröffentlichte er auch zu Homer, unter anderem 1916 eine Ausgabe der Odyssee und eine Schrift zur ältesten Textüberlieferung Homers. In seiner Abhandlung zur Ilias trat er für eine Vorversion ein, die nicht Achilles, sondern Ajax zum Helden hatte. Eine Textausgabe der Ilias lag bei seinem Tod im Manuskript vor, erschien aber nicht wegen der Druckschwierigkeiten der Zeit nach dem Ersten Weltkrieg. Daneben veröffentlichte er auch historische Studien und solche zum attischen Recht, zu Platon und Horaz (Ars Poetica).
Nikolaus Wecklein starb 1926 im Alter von 83 Jahren in München.

## Grabstätte

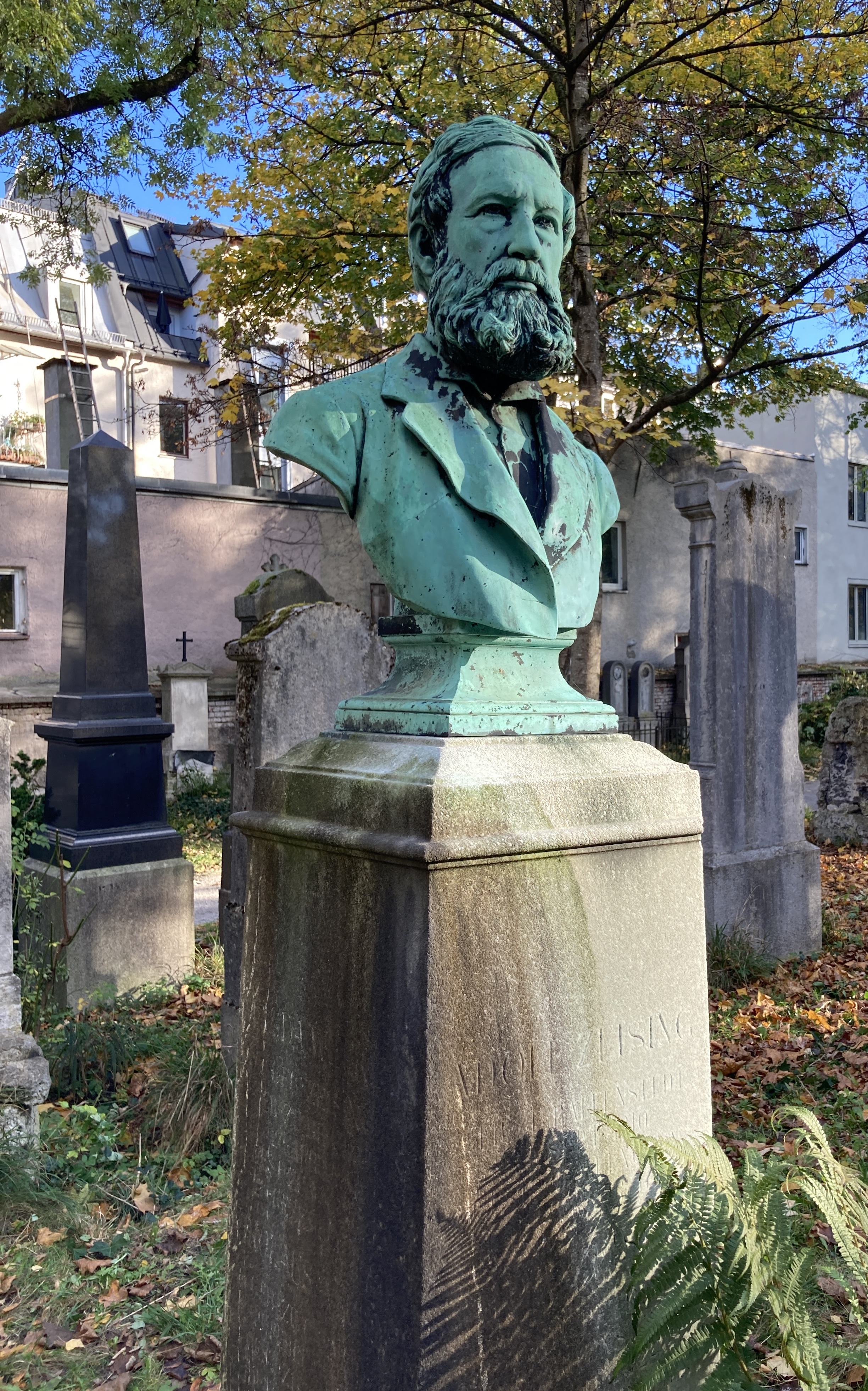
Grab von Nikolaus Wecklein mit der Büste seines Schwiegervaters Adolf Zeising auf dem Alten Südlichen Friedhof in München

Die Grabstätte von Nikolaus Wecklein befindet sich auf dem Alten Südlichen Friedhof in München (Gräberfeld 1, Reihe 5, Platz 16) Standort. Er liegt dort gemäß Grabinschrift zusammen mit seiner Frau Magda in der Grabstätte mit der Büste seines Schwiegervaters Adolf Zeising. Die Büste stammt vom Bildhauer Caspar von Zumbusch aus dem Jahr 1884.

## Familie
Nikolaus Wecklein heiratete Magda Zeising (* 26. April 1848; † 23. Dezember 1923) eine Tochter von Adolf Zeising. Die Tochter Anna (1871–1945) des Ehepaars Wecklein heiratete den Byzantinisten August Heisenberg und aus dieser Verbindung entstammt der Physiker und Nobelpreisträger Werner Heisenberg. Nikolaus Wecklein erlebte noch den Aufstieg seines Enkels und war stolz, dass dieser zweimal Vertretungsprofessor in Kopenhagen war.

## Schriften (Auswahl)
- Studien zu Aeschylus. W. Weber, Berlin 1872 (online).
- Über die Methode der Textkritik und die handschriftliche Überlieferung des Homer (= Sitzungsberichte der Bayrischen Akademie der Wissenschaften. Jahrgang 1908, 2. Abhandlung). Verlag der Königlich Bayerischen Akademie der Wissenschaften, München 1908 (online).
- Studien zu Euripides. Mit einem Anhang zu Aischylus, Sophokles und den Bruchstücken der griechischen Tragiker. Teubner, Leipzig 1874 (online).
- Studien zu den Fröschen des Aristophanes. F. Straub, München 1872 (online).
- Studien zur Ilias. Max Niemeyer, Halle 1905 (online).
- Über die Technik und den Vortrag der Chorgesänge des Äschylus. Teubner, Leipzig 1882 (online).
- Textkritische Studien zu den griechischen Tragikern (= Sitzungsberichte der Bayrischen Akademie der Wissenschaften. Jahrgang 1921, 5. Abhandlung). Verlag der Bayrischen Akademie der Wissenschaften, München 1922 (PDF; 62,9 MB).

### Kritische Ausgaben der klassischen Autoren
- als Herausgeber mit Rudolf Prinz: Euripidis Fabulae.
  - Band 1 in 7 Teilen: Medea, Alcestis, Hecuba, Electra, Ion, Helena, Cyclops. Hrsg. von Rudolf Prinz. Teubner, Leipzig 1898 (Digitalisat).
  - Band 2 in 6 Teilen: Iphigenia Taurica, Supplices, Bacchae, Heraclidae, Hercules, Iphigenia Aulidensis. Hrsg. von Nikolaus Wecklein. Teubner, Leipzig 1898 (Digitalisat).
  - Band 3 in 6 Teilen: Andromacha, Hippolytus, Orestes, Phoenissae, Troades, Rhesus. Hrsg. von Nikolaus Wecklein. Teubner, Leipzig 1900–1902 (Digitalisat).
- als Herausgeber mit Girolamo Vitelli: Aeschyli Fabulae cum lectionibus et scholiis codicis Medicei et in Agamemnonem codicis Florentini. 2 Bände, Berlin 1885 (Band 1 online, Band 2 online).

### Schulausgaben
- Aischylos. Leipzig: Teubner.
  - Äschylos. Die Schutzflehenden. Mit Einleitungen und Anmerkungen.
  - Äschylos. Perser. 4. aufl. nach W.S. Teuffel
  - Äschylos. Prometheus
  - Äschylos. Sieben gegen Theben
  - Äschylos. Orestie. Mit erklärenden Anmerkungen. Teubner, Leipzig 1888 (online).
- Sophokles, zum Schulgebrauche mit erklärenden Anmerkungen versehen. München: Lindauer.
  - 1. Bändchen. Antigone. 1874.
  - 2. Bändchen. Oedipus Tyrannos. 1876.
  - 3. Bändchen. Elektra. 1877.
  - 4. Bändchen. Ajas. 1880.
  - 5. Bändchen. Oedipus in Kolonos. 1880.
  - 6. Bändchen. Philoktetes. 1881.
  - 7. Bändchen. Die Trachinierennen. 1884.
- Euripides, zum Schulgebrauche mit erklärenden Anmerkungen versehen. Nach Wolfgang Bauer. München: Lindauer
  - Des Euripides Herakliden, zum Schulgebrauche mit erklärenden Anmerkungen versehen. München: J. Lindauer, 1870 Digitalisat (2. Aufl. 1885 von Nikolaus Wecklein Digitalisat).
  - Des Euripides Alkestis, zum Schulgebrauche mit erklärenden Anmerkungen versehen. München: J. Lindauer, 1871 Digitalisat (2. Aufl. 1888 von Nikolaus Wecklein Digitalisat).
  - Des Euripides Medea, zum Schulgebrauche mit erklärenden Anmerkungen versehen. München: J. Lindauer, 1871 Digitalisat (3. Aufl. 1894 von Nikolaus Wecklein Digitalisat)
  - Des Euripides Iphigenie auf Taurien, zum Schulgebrauche mit erklärenden Anmerkungen versehen. München: J. Lindauer, 1872 Digitalisat (2. Aufl. 1884 von Nikolaus Wecklein).
  - Des Euripides Hippolyt, zum Schulgebrauche mit erklärenden Anmerkungen versehen. München: J. Lindauer, 1876 Digitalisat (2. Aufl. von Nikolaus Wecklein?).
- Euripides. Ausgewählte Tragödien. Leipzig: Teubner.
  - I. Bändchen. Medea. 1874 Digitalisat; 18913 Digitalisat; 19094.
  - II. Bändchen. Iphigenie im Taurierland. 1876 Digitalisat; 18882 Digitalisat; 19043.
  - III. Bändchen. Bacchen. 1879 Digitalisat. 1xxx2.
  - IV. Bändchen. Hippolytos. 1885 Digitalisat; 1908?2.
  - V. Bändchen. Phönissen. 1894. Digitalisat
  - VI. Bändchen. Elektra. 1906.
  - VII. Bändchen. Orestes. 1906. Digitalisat
  - VIII. Bändchen. Helena. 1907.
  - IX. Bändchen. Andromache. 1911.
  - X.Bändchen. Ion. 1911/1912.
  - XI. Bändchen. Die Schutzflehenden. 1912.
  - XII. Bändchen. Iphigenia in Aulis. 1914.